# バシャクシェヒル・ファティ・テリム・スタデュム
バシャクシェヒル・ファティ・テリム・スタデュム（トルコ語: Başakşehir Fatih Terim Stadyumu）は、トルコのイスタンブール・バシャクシェヒルにあるサッカースタジアムである。イスタンブール・バシャクシェヒルがホームスタジアムとして使用する。

## 概要
2014年7月26日にレジェップ・タイイップ・エルドアン首相、アキフ・チャータイ・クルチ青年スポーツ大臣、サッカートルコ代表のファティ・テリム監督らが出席して開場式典が行われた。式典でファティ・テリムの名を冠したスタジアム名が発表された。式典後に行われた前後半各15分のオープニングマッチでは自身もハットトリックの活躍を見せたエルドアン首相のチームが9-4で勝利した。開場時の収容能力は17,319人。
2016年8月、ASAFと3年間のパートナーシップ契約を結び、スタジアムは3.イスタンブール・バシャクシェヒル・ファティ・テリム・スタデュムと呼ばれる。